# Chuang Jung-šeng
Chuang Jung-šeng (čínsky pchin-jinem Huáng Yǒngshèng, znaky zjednodušené 黄永胜, tradiční 黃永勝; 17. listopadu 1910 — 26. dubna 1983) byl čínský komunistický voják a politik, vrcholu vojenské a politické kariéry dosáhl koncem 60. let, kdy se věrný stoupenec Mao Ce-tunga a Lin Piaa stal členem politbyra (1969–1971) ústředního výboru Komunistické strany Číny, předsedou pracovní skupiny ústřední vojenské komise a náčelníkem generálního štábu Čínské lidové osvobozenecké armády (obojí 1968–1971). Předtím byl velitelem Kuangčouského vojenského okruhu (1955–1968).
Od roku 1927 sloužil v čínské Rudé armádě, téhož roku vstoupil do KS Číny, zúčastnil se Dlouhého pochodu, poté bojoval v čínsko-japonské válce a občanské válce, v jejímž závěru se jako zástupce velitele 13. armády podílel na dobytí Kuang-si. Poté velel vojskům v Kuang-si a Kuang-tungu, působil jako náčelník štábu Středojižního vojenského okruhu.
Po smrti Lin Piaa na útěku z Číny v září 1971 byl zatčen. Jako člen údajné kontrarevoluční skupiny Lin Piaa byl roku 1981 odsouzen k dlouholetému trestu vězení. Zemřel ve vězení.

## Život
Chuang Jung-šeng se narodil 17. listopadu 1910 v Sien-ningu na jihovýchodě provincie Chu-pej v rolnické rodině. Poté co kuomintangská armáda na severním pochodu na podzim 1926 obsadila Wu-chan, vstoupil rolnických sil sebeobrany a poté odešel do Wu-chanu, aby se přidal k vojsku Kuomintangu.
V září 1927 se zapojil do neúspěšného povstání podzimní sklizně, se zbytkem Rudé armády ustoupil do Ťing-kang-šanu. V prosinci téhož roku vstoupil do Komunistické strany Číny. V Rudé armádě sloužil postupně jako velitel čety, velitel roty, zástupce velitele pluku a velitel pluku; od roku 1932 velel 31. divizi a pak a 66. divizi a vedl své jednotky při obléhání Nan-fengu během čtvrté obkličovací kampaně; v roce 1933 byl velitelem pluku v 1. sboru (kterému velel Lin Piao) s nímž prošel pátou obkličovací kampaň a Dlouhý pochod, po příchodu do severního Šen-si se stal zástupcem velitele 4. divize, v roce 1936 byl jmenován velitelem 2. divize která se podílela na Východním tažení s cílem rozšířit moc Rudé armády v Šen-si.
Po vypuknutí čínsko-japonské války a reorganizaci komunistických vojsk na severozápadě v 8. pochodovou armádu se stal zástupcem velitele samostatného pluku v Lin Piaově 115. divizi se kterým válčil na severu Šan-si. V roce 1940 byl povýšen na zástupce velitele 115. divize. Roku 1944 převzal velení nad mobilní brigádou vojenské oblasti Ťin-čchi, poté se stal velitelem 2. instrukční brigády společných obranných sil oblasti Šan-si-Kan-su-Ning-sia-Ťin-suej. V roce 1945 se zúčastnil VII. sjezdu Komunistické strany Číny.
Od roku 1945 působil v Džeholu jako velitel tamních sil. Roku 1947 sloužil jako velitel 8. kolony Severovýchodní demokratické spojenecké armády (resp. od roku 1949 4. polní armády, velel jí Lin Piao) a účastnil se její podzimní ofenzívy, jejímž výsledkem bylo zničení kuomintangské 49. armády. Na jaře 1948 byl přeložen na místo zástupce velitele 6. kolony (později přejmenované na 43. sbor) a fakticky koloně velel, když její nominální velitel Chung Süe-č’ měl jiné důležité povinnosti. Koncem roku 1948 byl s návratem Chung Süe-č’a převeden do funkce velitele 45. sboru, s nímž se zapojil do bitvy o Tchien-ťin. V roce 1949 byl povýšen na zástupce velitele 14. armády, později zastupoval velitele 13. armády se kterou došel až do Kuang-si.
Po vzniku Čínské lidové republiky velel 13. a pak 15. armádě, byl zástupcem velitele vojenské oblasti Kuang-si. v roce 1951 se stal zástupcem velitele Jihočínské vojenské oblasti a velitelem a politickým komisařem vojsk protivzdušné obrany Jihočínské vojenské oblasti. V roce 1952 byl jmenován náčelníkem štábu Středojižního vojenského okruhu. V květnu 1953 byl přeložen do Koreje. V roce 1954 se vrátil na místo zástupce velitele a náčelníka štábu Středojižního vojenského okruhu. Roku 1955 se stal velitelem Kuangčouského vojenského okruhu (do roku 1968), téhož roku při zavedení vojenských hodností mu byla udělena hodnost generálplukovníka. Na VIII. sjezdu KS Číny v září 1956 byl zvolen kandidátem ústředního výboru.
Během kulturní revoluce v listopadu 1967 převzal i úřad předsedy lidové vlády provincie Kuang-tung, resp. od února 1968 funkci předsedy kuangtungského provinčního revolučního výboru (do června 1969). V březnu 1968 byl v souvislosti s odvoláním náčelníka generálního štábu Jang Čcheng-wua povolán do Pekingu na jeho místo, současně byl jmenován předsedou pracovní skupiny ústřední vojenské komise KS Číny, vrcholného vojenského orgánu řídícího ozbrojené síly země. Účastnil se jednání rozšířené ústřední skupiny pro kulturní revoluci, do dubna 1969 fakticky nejvyššího mocenského orgánu v zemi, který řešil nejdůležitější stranické i státní záležitosti. V říjnu 1968 byl na zasedání ústředního výboru KS Číny převeden z kandidátů mezi členy ústředního výboru a v dubnu 1969 byl na IX. sjezdu KS Číny zvolen členem ústředního výboru a i politbyra a potvrzen v ústřední vojenské komisi KS Číny, přičemž zůstal předsedou její pracovní skupiny.
Po roztržce mezi Mao Ce-tungem a Lin Piaem na konferenci v Lu-šanu v roce 1970 ho Mao přiměl k sebekritice za podporu návrhů Lin Piaa. Roku 1971 se postavil proti plánu Čou En-laje na sblížení s USA, což opět vedlo ke kritice Chuang Jung-šenga ze strany Mao Ce-tunga. V září 1971 Lin Piao a jeho nejbližší zahynuli při leteckém neštěstí při pokusu o útěk do Sovětského svazu. V následných čistkách velení ozbrojených sil byl Chuang Jung-šeng s dalšími spojenci Lin Piaa zatčen. O dva roky později byl oficiálně odvolán ze všech vojenských a stranických funkcí a vyloučen z KS Číny.
V listopadu 1980 začal v Pekingu proces s „kontrarevolučními skupinami Lin Piaa a Ťiang Čching“. Před soudem stanuli členové gangu čtyř, Čchen Po-ta a pět vysokých vojenských důstojníků - Chuang Jung-šeng, Wu Fa-sien, Li Cuo-pcheng, Čchiou Chuej-cuo a Ťiang Tcheng-ťiao. Všichni obžalovaní byli shledáni vinnými a odsouzeni k trestu smrti, doživotí nebo dlouholetému vězení. Chuang Jung-šeng dostal 18 let vězení (se započtením vazby trvající od roku 1971). Roku 1982 byl propuštěn ze zdravotních důvodů, usadil se v Čching-tao, kde 26. dubna 1983 zemřel.
Roku 1940 se oženil s Siang Chuej-fang (1918–2003), se kterou měl čtyři syny a dvě dcery. Žena se s ním rozvedla roku 1971, pracovala ve vojenském školství a administrativě kuangčouského vojenského okruhu a ústřední vojenské komise.